# Kampen om Narvik
Kampen om Narvik és una pel·lícula històrica noruega que representa les batalles de Narvik del 9 d'abril al 8 de juny de 1940. Dirigida per Erik Skjoldbjærg i produïda per Nordisk Film, és protagonitzada per Kristine Hartgen, Carl Martin Eggesbø, Cristoph Gelfert Mathiesen i Henrik Mestad. La pel·lícula es va estrenar a Noruega el desembre de 2022 i es va estrenar a tot el món (excepte a Noruega) a Netflix el gener de 2023. S'ha subtitulat al català.
L'estrena de la pel·lícula es va retardar a causa de la pandèmia de la COVID-19. Als cinemes de Noruega, va superar els 400.000 espectadors i es va convertir en la pel·lícula noruega més vista des del 2022. Llavors, Netflix la va estrenar a 86 territoris el gener de 2023.